# Łada 2103

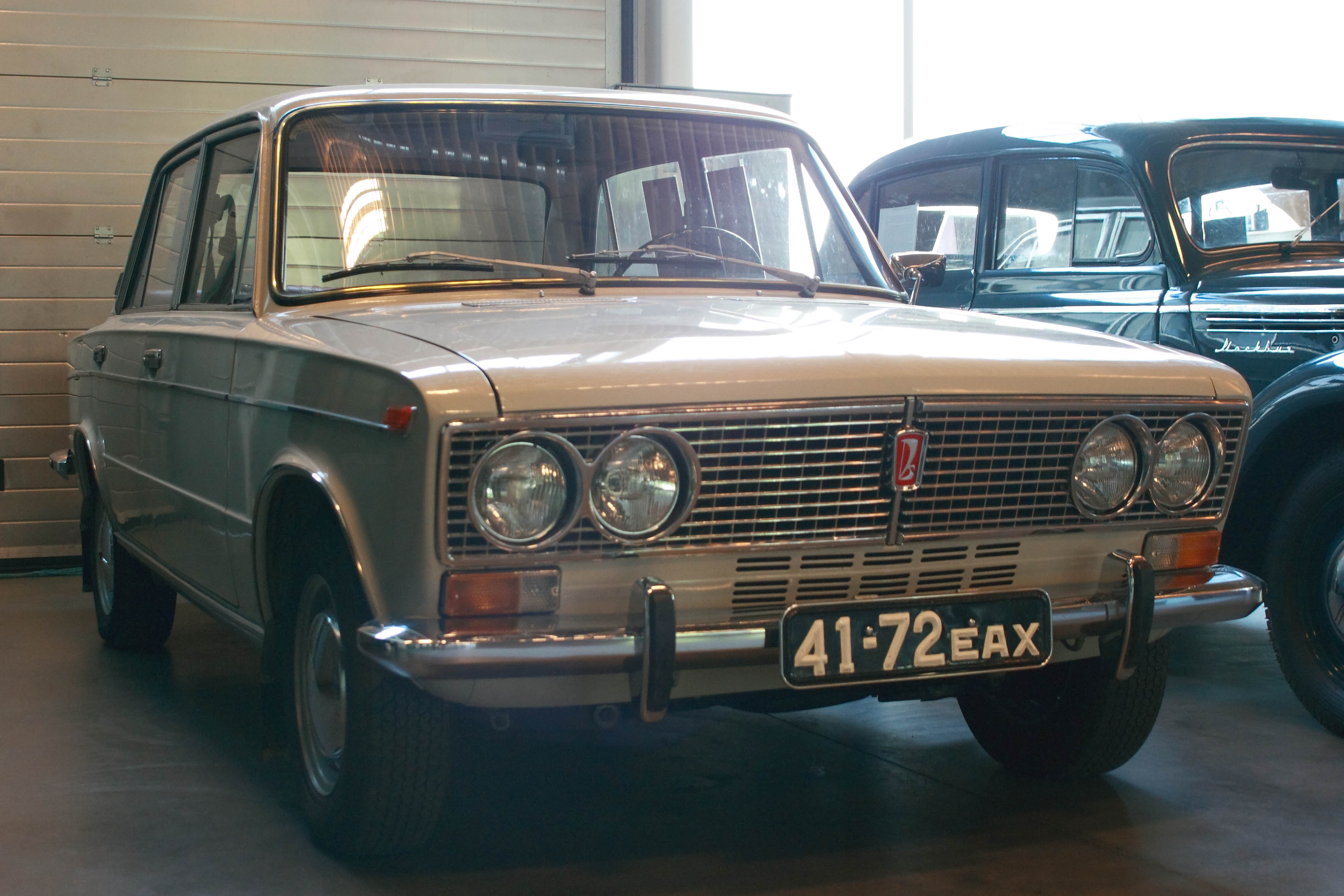
Samochód z wczesną formą otworów nad zderzakiem (1973)

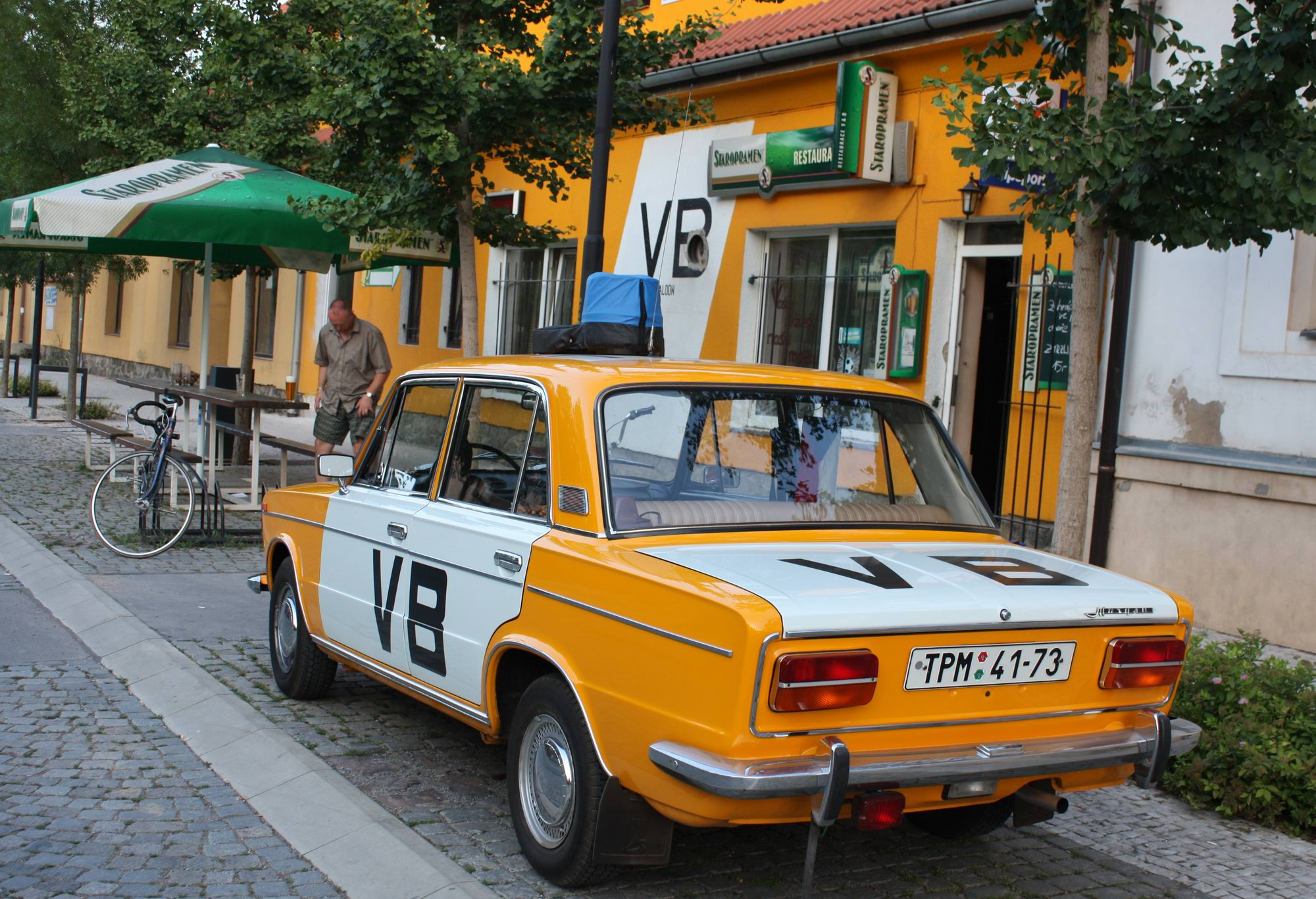
Łada 1500 czechosłowackiej służby bezpieczeństwa od tyłu

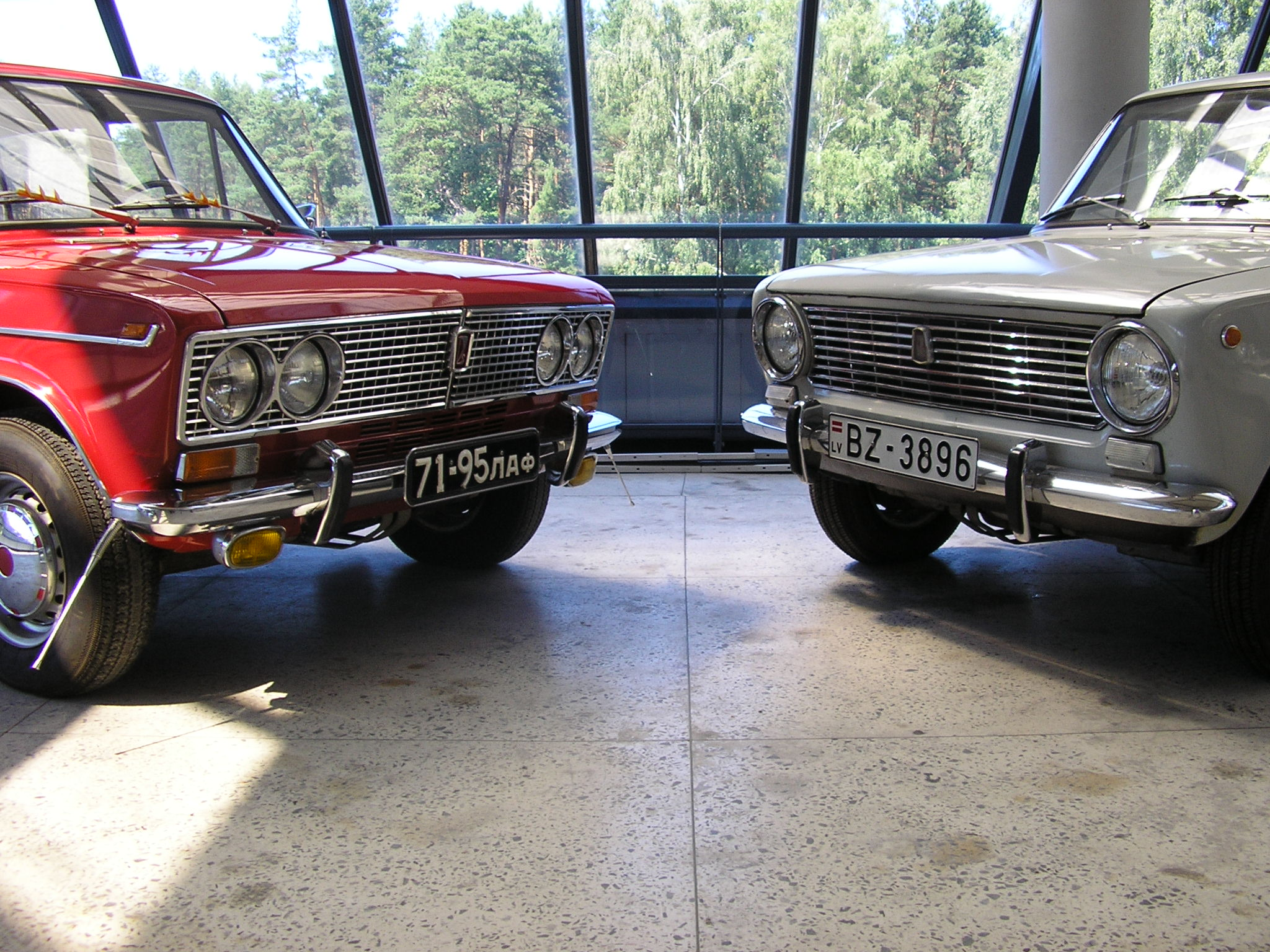
WAZ 2103 i 2101

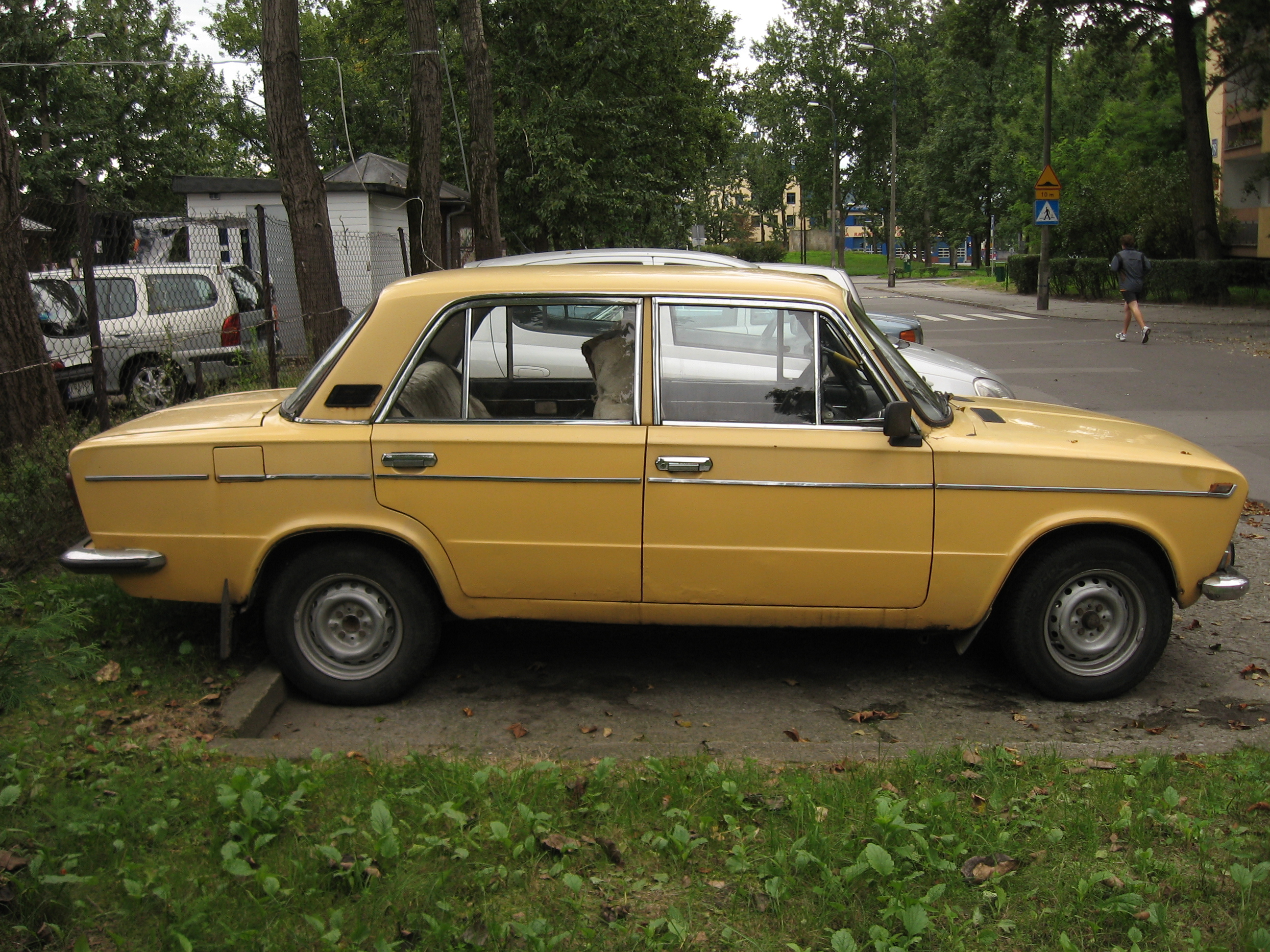
Łada 1500 z boku

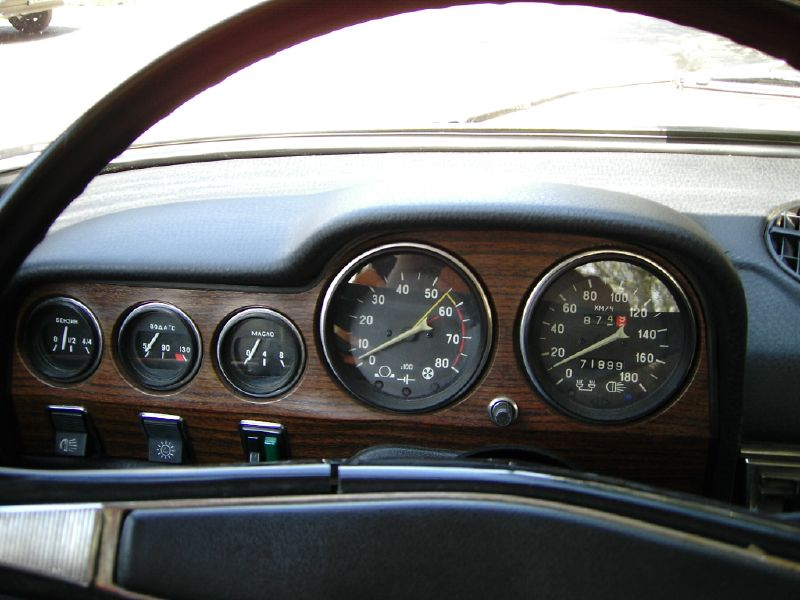
Tablica przyrządów

WAZ 2103 (Łada/Lada 1500, Żiguli 1500) – samochód osobowy produkowany w latach 1972–1984 w zakładach WAZ w ZSRR. Stanowił bardziej luksusową odmianę samochodu WAZ 2101. W ZSRR sprzedawany pod marką Żyguli, na eksport jako Łada (Lada) 1500. Oprócz podstawowej wersji czterodrzwiowego sedana z silnikiem 1,5 l, istniały mniej liczne odmiany z silnikami 1,2 i 1,3 l, z osobnymi oznaczeniami.

## Opis modelu
Samochód ten stanowił lepiej wyposażoną i mocniejszą odmianę produkowanego od 1970 roku modelu 2101, będącego licencyjnym włoskim Fiatem 124. Już przy zawarciu umowy licencyjnej w 1966 roku przewidziana została produkcja samochodów: normalnego i „luksusowego”. Początkowo jako samochód luksusowy Włosi zaproponowali model Fiat 125, lecz strona radziecka odrzuciła go z powodu zbyt małego stopnia unifikacji z Fiatem 124. Ostatecznie wersja „luksusowa” WAZ-2103 stanowiła odpowiednik ulepszonego Fiata 124S Special, opracowanego równolegle w zakładach Fiat i produkowanego od 1968 roku. Oba modele były rozwijane niezależnie od siebie, lecz we współpracy konstruktorów z obu krajów (należy dodać, że po restylingu w 1970 roku, Fiat 124S otrzymał czarną atrapę chłodnicy i kierunkowskazy w narożnikach, tracąc podobieństwo do nowej Łady). Najbardziej widoczne zmiany w stosunku do bazowego WAZ-2101 i Fiata 124 wprowadzone zostały w nadwoziu pojazdu. W przedniej części zastosowano nową chromowaną prostokątną kratę atrapy chłodnicy, w której zamontowane zostały cztery okrągłe reflektory, w miejsce dwóch. Znaczek firmowy Łady na jej środku został przeprojektowany przez stylistów Fiata i stał się bardziej wysmukły (wpisany w kształt tarczy ówczesnego znaczka Fiata). Z tyłu pojawiły się większe niż w Ładzie 2101 (i Fiacie 124S) lampy zespolone świateł „stop” i kierunkowskazów. Linię boczną samochodu zdobiły dodatkowe chromowane listwy poprowadzone pod klamkami, a kierunkowskazy po bokach błotników przednich otrzymały formę równoległoboków zamiast okrągłej. Ulepszenia objęły również wnętrze, gdzie zastosowano nowy wzór deski rozdzielczej, w której zamontowany został obrotomierz. Doprowadzono nawiew ogrzewania na nogi pasażerów tylnej kanapy, która otrzymała rozkładany podłokietnik Spryskiwacz szyby uruchamiany był nożną pompką (w Ładzie 2101 – ręczną), od 1980 zamieniony na spryskiwacz elektryczny.
Do napędu tak odmienionego pojazdu zastosowano zmodernizowany silnik o zwiększonej pojemności 1,5 l (1451 cm³) i mocy 75 KM, powstały przez zwiększenie skoku tłoka poprzedniego silnika 1,2 l. W odmianach eksportowych, oznaczonych odpowiednio WAZ-20133 i 20135, stosowane były również słabsze silniki 1.3 o mocy 69 KM oraz 1.2 o mocy 64 KM. W związku z większą prędkością maksymalną, w samochodzie wprowadzono nowe radialne opony. Ulepszono też układ hamulcowy, wyposażając go w podciśnienowe wspomaganie i automatyczną regulację szczęk w tylnych bębnach.

## Produkcja
Pierwsze samochody zostały wyprodukowane pod koniec 1972 roku, lecz stanowiły one model przejściowy WAZ 2103W, z niektórymi starymi elementami wyposażenia wnętrza, w tym deską przyrządów. Seryjna produkcja modelu WAZ-2103 ruszyła na początku 1973 roku. Nie przechodził on większych modernizacji podczas produkcji. Jeszcze w 1973 roku wprowadzono dla lepszego chłodzenia szczeliny wlotów powietrza nad zderzakiem, powiększone w kolejnym roku. W 1976 zastosowano gaźnik od kolejnego modelu WAZ 2106, a w 1982 – gaźnik serii Ozon od WAZ 2107. W 1977 wymieniono instalację elektryczną. Samochód tego typu stał się milionowym samochodem produkcji WAZ (21 grudnia 1973). Produkcję Łady 2103 zakończono w 1984 roku. W ciągu 12 lat produkcji wytworzono 1 304 899 egzemplarzy tego modelu.
W ZSRR samochód WAZ 2103 otrzymał nazwę Żyguli (tak, jak WAZ 2101), a potocznie nazywany był „trioszka” (trójka). Na eksport samochody te natomiast nazywane były Łada 1500 (Lada na rynek zachodni). „Luksusowa” odmiana Żyguli była znacząco droższa od zwykłej i na początku produkcji WAZ 2103 kosztował 7500 rubli (zwykły model 2101 – 5500 rubli). Ceny te były mimo to niższe od wartości rynkowej samochodów, co wiązało się z faktem, że w ZSRR przeciętny użytkownik miał trudności w zakupie nowego samochodu, z powodu konieczności oczekiwania w kolejce (podobnie, jak w Polsce i innych krajach socjalistycznych). Dodatkowo Żyguli, jako bardziej atrakcyjne, były sprzedawane użytkownikom prywatnym pod warunkiem sprzedaży poprzednio posiadanego samochodu za pośrednictwem państwa, która była mniej korzystna finansowo
Od 1974 Łady 2103 używane były w radzieckim sporcie samochodowym, z niewielkimi sukcesami na arenie międzynarodowej: w 1974 i 1975 zajęły pierwsze miejsce w swojej klasie w rajdzie 1000 Jezior, a w 1976 – szóste miejsce ogółem w rajdzie Akropolis.
Następcą WAZ 2103 był WAZ 2106 (początkowo rozwijany pod oznaczeniem 21031), lecz przez dłuższy czas oba te modele produkowane były równocześnie. Opracowano wersję nadwoziową kombi WAZ 2103, lecz nie weszła ona do produkcji, gdyż za wystarczający uznano poprzedni model WAZ 2102. Zamiast tego, produkowano na eksport wersje tego ostatniego (WAZ 21023 i 21026) z silnikiem 1.5 i bogatszym wyposażeniem wnętrza od WAZ 2103, także oznaczane jako Łada 1500.

## Wersje modelu 2103
Główne źródło:
- 2103 – Wersja podstawowa wyposażona w silnik 1.5 (1972-1984)
- 21031 – początkowe oznaczenie zmodernizowanego modelu WAZ 2106
- 21032 – Wersja eksportowa z kierownicą po prawej stronie (1973-1981)
- 21033 – Wersja wyposażona w silnik 1.3 (1977-1983)
- 21035 – Wersja wyposażona w silnik 1.2 (1973-1981)

## Dane techniczne
Główne źródło:
- Nadwozie: samonośne, stalowe, 4-drzwiowe, 5-miejscowe
- Długość/szerokość/wysokość: 4116 / 1611 / 1446 mm
- Rozstaw osi: 2424 mm
- Rozstaw kół przód/tył: ? / 1321 mm
- Szerokość kanapy tylnej: 1385 mm
- Masa własna: 1030 kg
- Masa całkowita: 1430 kg (4 osoby)
- Prześwit min.: 170 mm

- Silnik: WAZ-2103 – gaźnikowy, 4-suwowy, 4-cylindrowy rzędowy, górnozaworowy, chłodzony cieczą, umieszczony podłużnie z przodu, napędzający koła tylne
- Pojemność skokowa: 1451 cm³
- Średnica cylindra x skok tłoka: 76 × 80 mm
- Moc maksymalna: 75 KM przy 5600 obr./min
- Maksymalny moment obrotowy: 10,8 kgf · m przy 3500 tys. obr./min (106 Nm)
- Stopień sprężania: 8,8
- Gaźnik: 2103
- Skrzynia przekładniowa mechaniczna 4-biegowa, biegi do przodu zsynchronizowane, z dźwignią w podłodze

- Zawieszenie przednie: niezależne – poprzeczne wahacze resorowane sprężynami śrubowymi, hydrauliczne amortyzatory teleskopowe
- Zawieszenie tylne: zależne – oś sztywna, sprężyny śrubowe, drążki reakcyjne, hydrauliczne amortyzatory teleskopowe
- Hamulce: przedni tarczowy, tylny bębnowy, ze wspomaganiem; hamulec ręczny mechaniczny na koła tylne
- Ogumienie o wymiarach 165/R13

- Prędkość maksymalna: 150 km/h
- Zużycie paliwa: 8,4 l/100 km przy V=30–50 km/h
- Przyspieszenie 0–100 km/h: 19 s

## Galeria

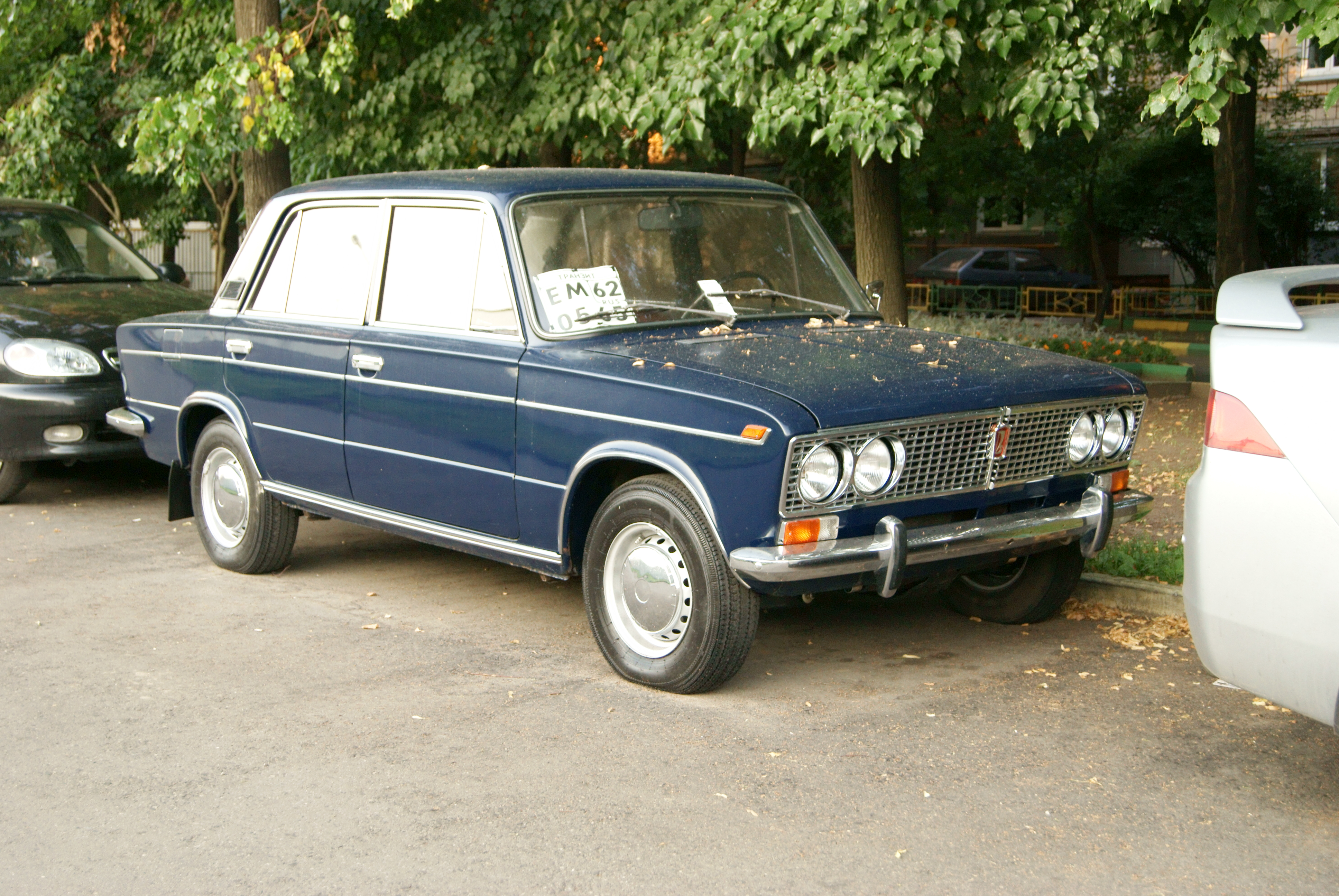
Łada 2103
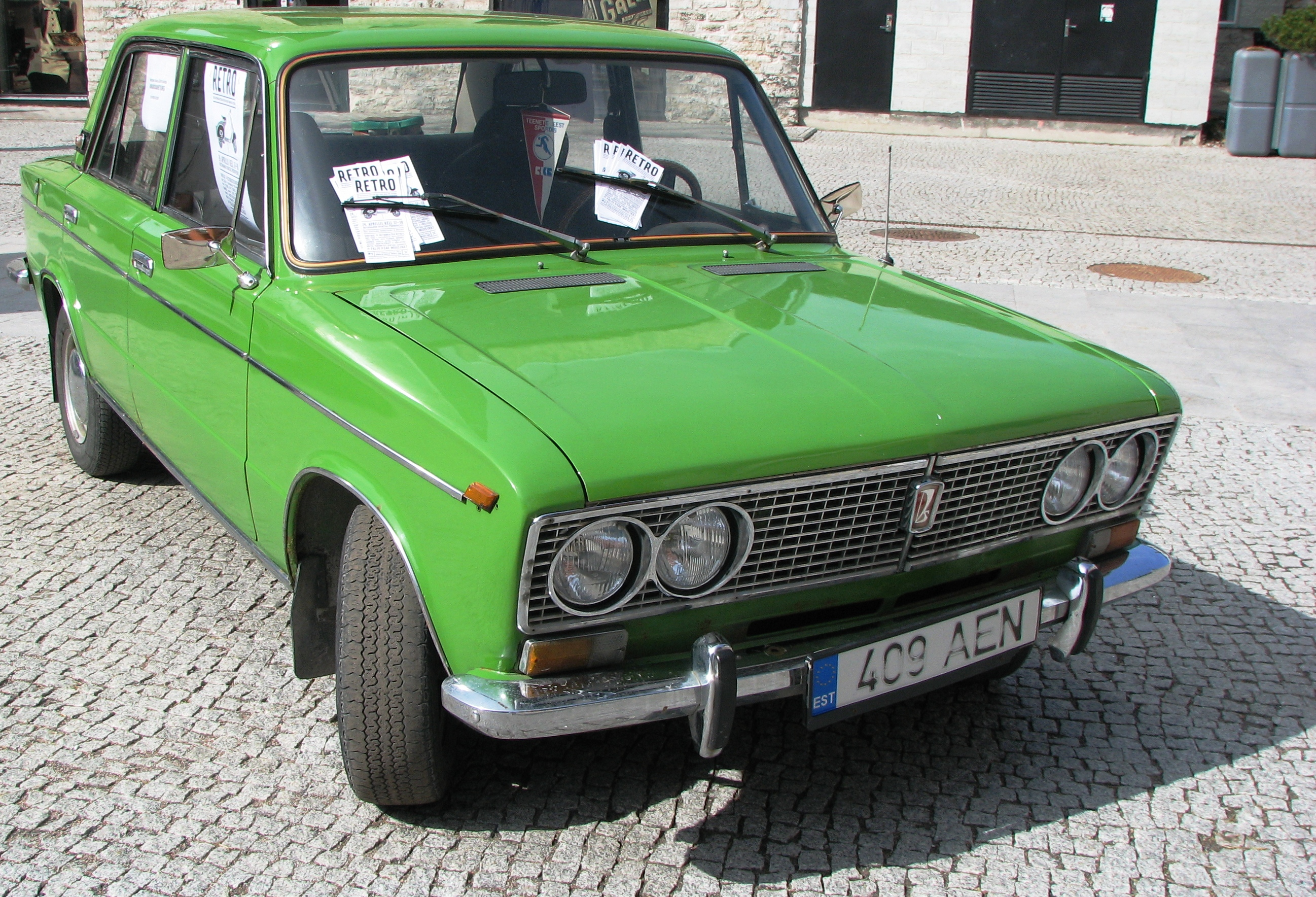
Łada 2103
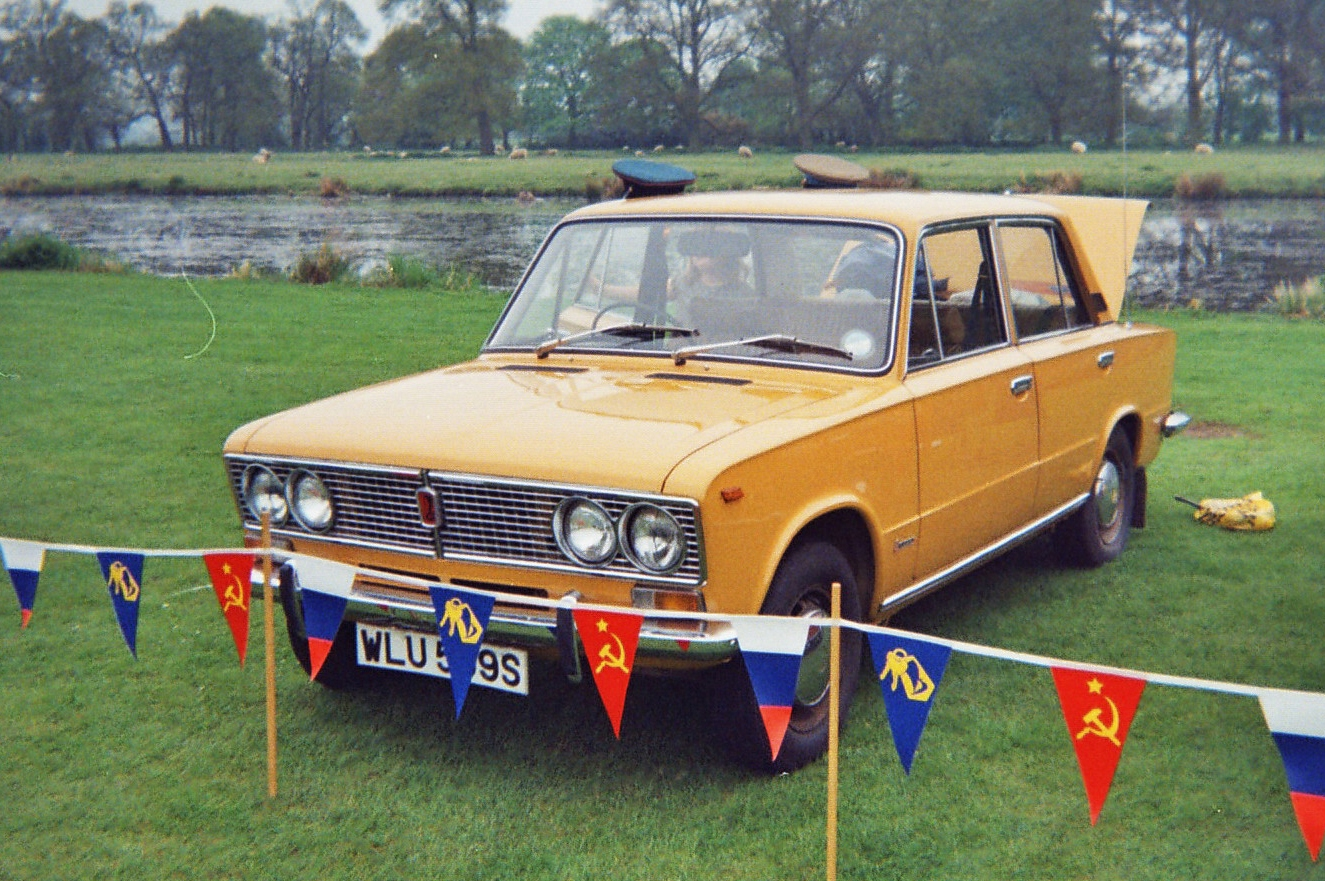
WAZ 21032 z kierownicą po prawej stronie